# Пестерева (Пермский край)
Пестерева (Зула) — деревня в Юрлинском районе Пермского края на р. Лопва. Расстояние до районного центра с. Юрла составляет 19 км. Деревня Пестерева примыкает с севера к селу Усть-Зула и является частью села. Входит в состав Усть-Зулинского сельского поселения.

## История
Первое упоминание о деревни относится к 1979 году. В метрической книге Рождество-Богородицкой церкви (с. Юрлы) за 1769 год зарегистрировано рождение в мае Елены в деревне Пестери. По подворной переписи в 1884-85 годов в деревне Пестерева было 21 хозяйство, в них 70 представителей мужского пола 73 женского пола. Жители деревни занимались земледелием, сеяли рожь, ячмень, овес, садили картофель, разводили коров, овец, свиней, лошадей. одно хозяйство занималось охотой 12 рыболовством. по сведениям за 1926 год, в деревне 46 хозяйств, 109 мужчин и 109 женщин. Из 234 жителей: 226-русские, остальные коми-пермяки .
В 1919 году жители деревни участвовали в Юрлинском восстании.
В 1929 году в деревне возникла сельхозартель «Красный партизан».

## Население
| 1926 | 1958 | 1979 | 1989 | 1998 | 2010 |
| ---- | ---- | ---- | ---- | ---- | ---- |
| 234  | 169  | 132  | 109  | 108  | 81   |